# N (слово латинице)
N (ен) је четрнаесто слово латинице, деветнаесто српске латинице. Може такође бити:
- Ознака за денитални назални сугласник у фонетици српског језика, као и већем броју других језика..
- Ознака за север - N
- Ознака за Њутн- мерна јединица за силу у физици
- Ознака N је симбол за азот у хемији
- Међународна аутомобилска ознака за Норвешку

## Историја
Слово N је почело као египатски хијероглиф J, да би се, као феничко Nun и као грчко Ni, кроз векове развило у N какво данас познајемо.
| D |

| D |

| Велико писано N | Старо Турско N | Савремено курзив N | Сигнално наутичко N - ICS November | Брајева абецеда N | Абецеда глувонемих N |
| --------------- | -------------- | ------------------ | ---------------------------------- | ----------------- | -------------------- |
| Велико писано N | Старо турско N | Савремено курзив N | Сигнално наутичко N                | Брајева абецеда N | Абецеда глувонемих N |